# Ernest Simoni
Ernest Simoni (Troshan, 18 ottobre 1928) è un cardinale e presbitero albanese.

## Biografia
Ernest Simoni è nato il 18 ottobre 1928 a Troshan, prefettura e diocesi di Alessio, nella parte nord-occidentale dell'allora neonato Regno albanese (oggi Repubblica d'Albania).

### Formazione e ministero sacerdotale
Di famiglia cattolica, all'età di 10 anni è entrato nel collegio francescano del suo paese natale dove è rimasto fino al 1948, quando il regime comunista di Hoxha ha chiuso il convento ed espulso i novizi. Dal 1953 al 1955 è stato impegnato nel servizio militare obbligatorio al termine del quale ha ripreso e portato a termine clandestinamente gli studi teologici. Ha ricevuto l'ordinazione sacerdotale il 7 aprile 1956, nella cattedrale di Santo Stefano a Scutari, per imposizione delle mani di Ernesto Çoba, vescovo titolare di Mideo e amministratore apostolico di Scutari; si è incardinato, ventisettenne, come presbitero dell'omonima arcidiocesi.
Il 24 dicembre 1963, dopo la celebrazione della Messa di Natale, è stato arrestato dalle autorità comuniste, con l'accusa di aver celebrato Messe a suffragio del presidente americano John Fitzgerald Kennedy, assassinato pochi mesi prima. Incarcerato e torturato, è stato condannato a morte, ma la pena è stata successivamente commutata in 25 anni di prigionia e lavori forzati. Durante gli anni del carcere è stato per i compagni di prigionia come un padre spirituale. 
Una nuova condanna a morte è stata emessa nei suoi confronti nel 1973, con l'accusa di aver istigato una sommossa, ma la testimonianza in suo favore di uno dei carcerieri ha fatto sì che, ancora una volta, la condanna non venisse eseguita.
Dopo 18 anni di lavori forzati, nel 1981 è stato liberato, pur continuando a essere considerato "nemico del popolo" dalle autorità del regime. Anche dopo la liberazione dalla prigionia è stato comunque costretto a lavorare nelle fogne di Scutari. Durante tutto questo periodo ha continuato a esercitare clandestinamente il ministero sacerdotale fino alla caduta del regime comunista nel 1990.
Nell'Albania post-comunista ha esercitato il ministero in diversi villaggi, portando la sua testimonianza di sacerdote cattolico perseguitato e sopravvissuto al regime. 
La sua testimonianza ha profondamente commosso papa Francesco durante il suo viaggio apostolico in Albania il 21 settembre 2014, quando si sono incontrati e abbracciati nella cattedrale di San Paolo a Tirana.
Il 20 settembre 2016 si è seduto al tavolo accanto al papa durante l'incontro interreligioso organizzato per la Giornata mondiale di preghiera per la pace organizzato ad Assisi.

### Cardinalato

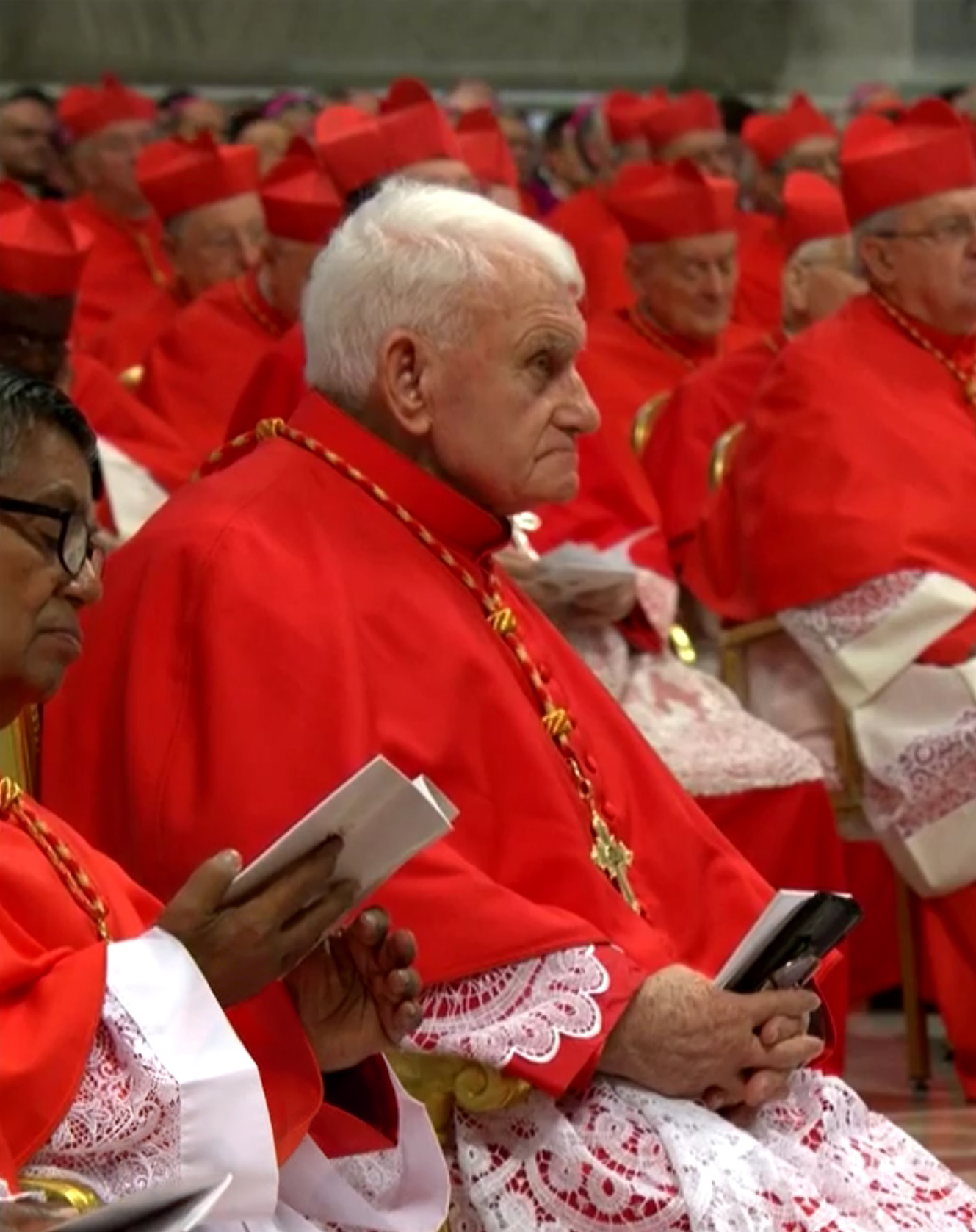
Ernest Simoni durante il concistoro per la sua creazione a cardinale.

Il 9 ottobre seguente, durante l'Angelus domenicale, papa Francesco ha annunciato la sua creazione a cardinale nel concistoro del 19 novembre seguente; avendo già ottantotto anni al momento dell'annuncio, non ha il diritto di entrare in conclave e di essere membro dei dicasteri della Curia romana, in conformità all'art. II § 1-2 del motu proprio Ingravescentem Aetatem, pubblicato da papa Paolo VI il 21 novembre 1970. Inoltre, a motivo dell'età avanzata, ha chiesto e ottenuto di essere dispensato dalla consacrazione episcopale, in deroga 
a quanto stabilito nel motu proprio Cum Gravissima, promulgato da papa Giovanni XXIII il 15 aprile 1962.
Durante la cerimonia, svoltasi alle ore 11:00 presso la basilica di San Pietro in Vaticano, gli sono stati conferiti la berretta, l'anello cardinalizio e la diaconia di Santa Maria della Scala, vacante dal 5 giugno 2013, giorno della morte del cardinale polacco Stanisław Kazimierz Nagy, S.C.I.. Come suo motto il cardinale Simoni ha scelto Zemra jeme do-të triumfojë, che tradotto vuol dire "Il mio cuore trionferà". Ha preso possesso della sua diaconia durante una cerimonia svoltasi l'11 febbraio 2017 alle ore 18:00.

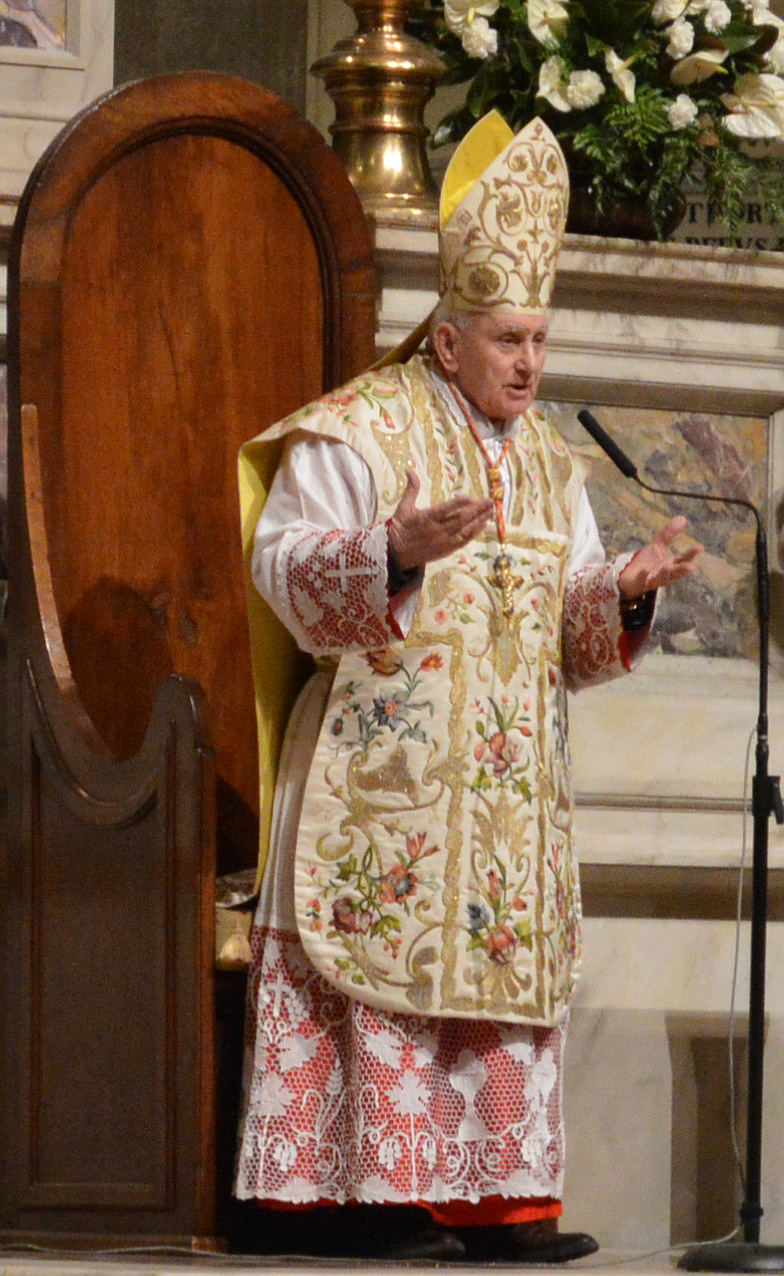
Il cardinale Simoni durante una celebrazione eucaristica da lui presieduta nel duomo di Firenze l'8 dicembre 2017.

Il 15 luglio 2017 il papa lo ha nominato suo inviato speciale alla consacrazione della nuova chiesa dedicata a Santa Teresa di Calcutta nella città di Pristina, svoltasi il 5 settembre successivo.
Attualmente vive a Firenze, e in occasione del suo novantesimo compleanno, il 18 ottobre 2018, l'arcivescovo di Firenze card. Giuseppe Betori lo ha nominato canonico onorario del capitolo della cattedrale di Santa Maria del Fiore della medesima città.